# Белинг, Дмитрий Евстафьевич
Дмитрий Евстафьевич Белинг (13.IX. (26.IX). 1882, Санкт-Петербург, Российская империя — 28 мая 1949, Гёттинген, Западная Германия) — русский ихтиолог и гидробиолог.

## Биография
Д. Е. Белинг родился 13 сентября 1882 г. в г. Санкт-Петербург (Российская империя) в семье юриста. В 1900 г. закончил восьмую петербургскую классическую гимназию, поступил в Петербургский университет. Затем перевёлся на естественное отделение физико-математического факультета Университета Святого Владимира (Киев). После окончания его в 1909 г. был оставлен при университете. С 1912 г. исполнял обязанности лаборанта в зоологической лаборатории Университета Св. Владимира.
В предреволюционный период преподавал также в Киевском политехническом институте, на Киевских женских курсах. Затем начал работать на Днепровской биологической станции. Биостанция была основана в 1907 г. С 1910 г. Киевское общество любителей природы начало строительство здания под станцию в урочище Черторой на Трухановом острове. Строительство станции было закончено в 1911 г. Систематическая работа в ней началась с 1912 г. Труханов остров считался удобным местом для проведения исследований пресноводной флоры и фауны. Здание для Днепровской биостанции было построено на средства профессора Университета Святого Владимира Николая Кеппена — первого директора станции (1909—1910). Он завещал станции все свои сбережения и техническое оборудование. После его смерти в 1910 г. некоторое время станцию возглавлял Вагнер. С 1912 г. руководил станцией и её ботаническим отделом ботаник-альголог В. И. Казановский; зоологический отдел возглавлял Д. Е. Белинг (с 1911 г.); орнитологом станции был Н. В. Шарлемань.

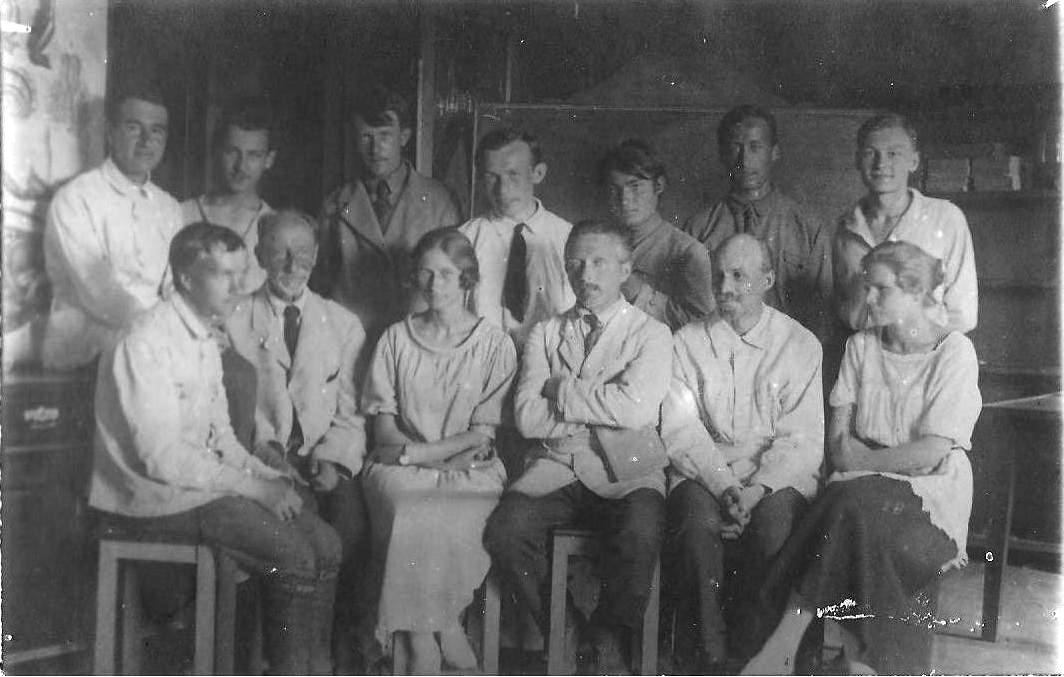
Kоллектив Верхней лаборатории (Киев): слева направо, нижний ряд: Яковлев, Семенкевич, Ек. Сингаевская, Д. Е. Белинг, И. И. Шмальгаузен, Машовец; верхний ряд: Воскресенский, Верны (?), Марковский, Петрушевский, Корсаковский, Брунсоп (?), Б. Балинский.

С 1919 г. биостанция перебирается немного выше от Киева по течению Днепра, в район села Староселье Киевской области (урочище Гористое). В 1919 г. Д. Е. Белинг приглашён на работу в Таврический университет, но в 1921 г. возвращается в Киев, и с 1922 г. вновь возглавляет Днепровскую биостанцию, перешедшую под эгиду Всеукраинской академии наук (ВУАН) в конце 1921 г. По решению Президии ВУАН 13 февраля 1934 г. станция была преобразована в Гидробиологическую станцию. В 1935 г. Д. Е. Белингу присваивается степень доктора биологических наук без защиты диссертации. Профессор Д. Е. Белинг был директором станции с 1922 г. по 1937 г.
В 1932 г. во Всеукраинской Академии наук начались идеологические чистки. Под репрессивный пресс попал и Дмитрий Евстафьевич. На одном из заседаний партийной фракции ВУАН записали в резолюцию: «Полный оппортунизм и гнилой либерализм в амнистировании открыто реакционных буржуазных учёных в Академии, как великодержавных, так и украинских национал-фашистов, например: Кащенко, Шарлемань, Шмальгаузен, Белинг и др. …» (ЦГАОО Украины, ф. 1, оп. 20. д. 5295, л. 8).
28 октября 1937 г. Д. Е. Белинг был арестован по обвинению в «участии в контрреволюционной организации и занятии шпионажем». После нескольких допросов он признался, что ещё до революции состоял в масонской ложе «Заря». Масонская ложа функционировала с 1910—1911 в союзе Великого Востока народов России. Возможно, продолжала работы ложи «Киевская Заря». Заседания проводились в помещении земледельческого синдиката на ул. Фундуклеевской (в наст. время — ул. Богдана Хмельницкого). Упоминается по 1916 г.
«Однако и работая по научно-исследовательской работе в области изучения растительных и животных водных организмов (гидрофауна, гидрофлора и гидроэкология), — говорил на допросе учёный, — возможности для проведения вредительства, которое было бы ощутимым для советского хозяйства, у меня были весьма ограниченные, независимо от тех настроений, которые у меня имелись» (ЦГАОО Украины, ф. 261, оп. 1, д. 44461, л. 61).
На вопрос следователя, кто ещё состоял членом масонской ложи, учёный чистосердечно назвал ещё несколько человек, и среди них был упомянут Владимир Затонский, к тому времени влиятельный член ЦК КП(б)У, нарком просвещения УССР (в 1922—1924 и 1933—1937 годах). Этот момент, по-видимому, очень заинтересовал чекистов, ибо этот абзац подчеркнут в «деле». Следующий допрос учёного касался непосредственного участия В. П. Затонского в масонской ложе.
В декабре 1937 г. Д. Е. Белинга отпускают домой, взяв подписку о невыезде, а 21 марта его «дело» прекращено, так как «в последнее время преступная деятельность Белинга следствием не установлена» (там же, стр. 79).
И если 9 октября 1937 г. Президиум АН УССР снял Д. Белинга, как врага народа, с должности директора гидробиологической станции, то 24 февраля 1938 г. это решение было отменено, и учёного назначили руководителем ихтиологической станции (Архив при Президиуме АН Украины, ф. 251, oп. 1, д. 65, л. 313).
10 июня 1941 г. профессор Д. Е. Белинг стал первым директором недавно созданного Гидробиологического института АН УССР.
22 июня 1941 г. началась Великая Отечественная война. Вот что пишет об этом трагическом периоде ученик профессора Д. Е. Белинга выдающийся украинский зоолог А. П. Маркевич. «Уже в середине июля 1941 г. началась эвакуация. Был эвакуирован в Кзыл-Орду (Узбекистан) Киевский университет. Начала подготовку к эвакуации и Академии наук. В числе других сотрудников я получил талон, в котором были обозначены номера поезда, вагона и места. Накануне отъезда, я встретил профессора Д. Е. Белинга. Он был очень растерян и подавлен. Выяснилось, что профессор Д. Е. Белинг, не получил эвакуационный талон. С большим сожалением и болью, профессор Д. Е. Белинг высказал свою обиду на власть, которая не оценила его самоотверженное служение науке».
Должность директора Гидробиологического института Д. Е. Белинг занимал и во время оккупации Киева немецкими войсками. В 1943 г. при немецком отступлении Д. Е. Белинг был эвакуирован с несколькими сотрудниками и частью имущества института в Познань. Затем переехал в Германию, где вскоре стал работать профессором Геттингенского университета в Федеративной Республике Германии. Умер 28 мая 1949 г. от рака желудка.

## Основные направления научной деятельности
Всю свою жизнь учёный посвятил изучению рыб, других животных, растений реки Днепр, став к 30-м годам одним из ведущих украинских специалистов в области ихтиофауны пресных водоёмов УССР.
Не проходил он мимо и вопросов охраны природы. Ещё в 1914 г. принимал участие в киевской выставке охраны природы. В начале 20-х организовывал под Киевом заповедник Конча-Заспа, в 1931 г. — заповедник Гористое. Руководил экспедициями по гидробиологическим исследованиям Днепровских порогов, по изучению водоёмов Винницкого округа, по исследованиям прудовых хозяйств Белоцерковского округа. Изучал гидрологические характеристики русла и состояние дна реки Днепр. По вопросам охраны рыб часто выступал в журнале «Украинский охотник и рыболов» (ежемесячный иллюстрированный журнал, начал издаваться с 1925 г.). Занимался разведением редких рыб в Днепре (стерлядь). Был активным членом Комиссии краеведения при ВУАН, Комитета по охране памятников природы и Управы кружка друзей природы.

## Труды
- Белинг Д. Очерки по ихтиофауне р. Днепра. «Труды Днепровской биологической станции», 1914, № 1
- Сушкин П., Белинг Д. Определитель рыб пресноводных и морских Европейской России. Петроград, Изд. М. и С.Сабашниковых, 1923
- Белинг Д. Несколько слов о рыбах Украины // Украинский рыбак и охотник, 1925, № 6, стр. 18—19
- Белинг Д. Пресные воды Украины и вопросы рыбного хозяйства // Естественные производительные силы УССР, 1928, стр. 161—176
- Белінг Д. Майбутнi спроби збільшити кількість осятруватих по наших річках // Український мисливець та рибалка, 1929, № 2—3
- Белінг Д. Гідрологічнi i рибогосподарчi питання в проблемi Великого Дніпра // За Радянську Академію, 1933, № 5
- Белінг Д. Дніпро та його рибні богатства, К.: ВУАН, 1935, 162 стр.